# Proostpolder (Meedhuizen)
De Proostpolder is een voormalig waterschap in de Nederlandse provincie Groningen.
De polder ligt halverwege Meedhuizen en Wagenborgen. De NAM-locatie Schaapbulten, die vanaf de Familie Bronsweg te bereiken is, staat midden in het gebied. 
Het waterschap werd opgericht om het Proostmeer droog te leggen. De grenzen van de polder hadden een grillig verloop, omdat ze de contouren van het meer volgden. Aan de noordkant bevonden zich de Poleceisterlanden, een meenteschaar van Farmsum die tot dan toe onbemalen was gebleven. 
In 1874 werden de 18 ha van de Blinkpolder aan het waterschap toegevoegd. Het waterschap had een molen die uitsloeg op het Wagenborgermaar. Deze stond aan de zuidkant van Schaapbulten. Het betrof een achtkantige bovenkruier uit 1873, met een vlucht van 18,6 m. De ontwatering van het Proostmeer schoot echter tekort, totdat een nieuwe eigenaar in 1922 een motorgemaal installeerde. Dit leidde tot spanningen met de omliggende polders, waar men bang was dat de ontginningsactiviteiten het waterpeil in de boezem te veel zouden belasten. Pas de ingebruikname van Gemaal Cremer in 1930 bracht hierin verlichting. 
De ingelanden gaven daarna aan de polder te willen opheffen, maar het polderbestuur en de kerkvoogdij van Wagenborgen die het pastorielanden beheerde, verzetten zich daartegen. In 1939 werd de polder alsnog bij het waterschap Wagenborgen gevoegd. De molen werd toen gesloopt. 
Waterstaatkundig gezien ligt het gebied sinds 2000 binnen dat van het waterschap Hunze en Aa's.